# Jesús Acebedo
Jesús Acebedo (Burgos, 1977) és un pianista i compositor català, establert a Cerdanyola del Vallès.
Llicenciat en Musicologia i en psicologia per la Universitat Autònoma de Barcelona, va obtenir el títol de professor de piano pel Conservatori Superior de Música del Liceu.
Des del 2012 ha publicat diversos discos amb composicions pròpies i d'altres on versiona clàssics del pop-rock català i castellà al piano. També ha col·laborat amb músics com Paola Graziano o Sergi Pérez Berk. És el compositor de l'himne dels Bombers de la Generalitat de Catalunya.
El 2022, juntament amb Tom Carr, Lidia Carrera i Xema Vidal va donar l'obra Sol al Museu d'Art de Cerdanyola.

## Discografia
- Mupsichology (2012) amb Paola Graziano
- 16 peces per a piano (2013)[3]
- Solos de piano para poema triste (2014)[6]
- El faro (2017)
- Batecs al piano (2017, Picap)
- 15 pianos y un sueño (2018, Picap)
- Symbiosis (2018) amb el productor musical Sergi Pérez Berk
- Aurora (2019)